# Роана
Роана (італ. Roana, вен. Roana) — муніципалітет в Італії, у регіоні Венето, провінція Віченца.
Роана розташована на відстані близько 460 км на північ від Рима, 85 км на північний захід від Венеції, 38 км на північ від Віченци.
Населення — 4343 особи (2014).
Щорічний фестиваль відбувається 7 жовтня. Покровитель — Santa Giustina.

## Демографія
Населення за роками:

Станом на 1 січня 2023 року в муніципалітеті офіційно проживало 138 іноземців з 24 країн, серед них 37 громадян країн Євросоюзу та 11 громадян України.

## Сусідні муніципалітети
- Азіаго
- Ротцо
- Кальтрано
- Коголло-дель-Ченджо
- Вальдастіко